# Ferdinand Brunetière
Ferdinand Brunetière (ur. 19 lipca 1849 w Tulon, zm. 9 grudnia 1906 w Paryżu) – francuski krytyk i historyk literatury, eseista, członek Akademii Francuskiej od 1893 r. (zajmował fotel 28).

## Życiorys
Ukończył Lycée Louis-le-Grand w Paryżu. Chciał rozpocząć studia na École normale supérieure, lecz nie zdał egzaminów wstępnych. Po opublikowaniu kilku artykułów w La Revue politique et littéraire zaczął publikować w Revue des Deux Mondes, a od 1893 lub 1894 r. był redaktorem tego pisma. Dwukrotnie nagradzany przez Akademię Francuską, otrzymał Prix Bordin za Le roman naturaliste. Études critiques sur l’histoire de la littérature française w 1893 r. oraz Prix Jean Reynaud w 1909 r. Od 1886 r. był profesorem języka francuskiego oraz literatury na École normale supérieure, później wykładał także na Sorbonie.
Jest twórcą teorii ewolucji gatunków literackich. Publikował prace historycznoliterackie oraz krytyczne opracowania dzieł współczesnych, był przeciwnikiem romantyzmu oraz naturalizmu, opowiadał się za klasycyzmem. 
Kawaler Legii Honorowej.